# Башкуль
Башкуль (каз. Баскөл) — село в Бескарагайском районе Абайской области Казахстана. Входит в состав Баскольского сельского округа. Код КАТО — 633633200.

## Население
В 1999 году население села составляло 603 человека (297 мужчин и 306 женщин). По данным переписи 2009 года в селе проживало 500 человек (254 мужчины и 246 женщин).